# Tapsifüles és barátai
A Tapsifüles és barátai (angolul Flapper and friends, lengyelül Parauszek i przyjaciele) lengyel–svájci televíziós bábfilmsorozat, amelyet Krzysztof Brzozowski és Jacek Lechtanski rendezett. Gyártója a Se-ma-for Switzerland, forgalmazója a MiniMini+ és a Galapagos Film. A sorozatnak 1 évada  és 26 epizódja van, egy epizód játékideje 10 perc. Magyarországon az M2-n tűzték műsorra.

## Ismertető
Tapsifüles egy sárga felnőtt nyúl, aki jó barátaival él az erdő mélyén, ahol mindig történik valamilyen esemény. Egyszer például cukrászversenyt rendeznek, ahol a győztes egy különleges fejfedőt kaphat, míg máskor két ravasz farkas jósnőnek öltözik, s így pénzt csal ki az erdő többi lakójától.

## Epizódok
| #   | Magyar cím           | Eredeti cím              |
| --- | -------------------- | ------------------------ |
| 1.  | A kulcs              | The Key                  |
| 2.  | A tavaszi koncert    | The Spring Concert       |
| 3.  | Az ajándék           | The Gift                 |
| 4.  | A gyógyszer          | The Medicine             |
| 5.  | A szörny             | The Camping              |
| 6.  | A királyi piknik     | The Royal Picnic         |
| 7.  | A titokzatos hős     | The Night Hero           |
| 8.  | A kincskeresés       | The Treasure Hunters     |
| 9.  | A hasfájás           | Save the Bear            |
| 10. | A csínytevő          | Funny Jokes Not So Funny |
| 11. | A szemüveg           | The Reading Glasses      |
| 12. | A kocsi              | The Birthday Ride        |
| 13. | A kristálygömb       | The Lost Ball            |
| 14. | A jósnő              | The Amber Fairy          |
| 15. | Az előadás           | A Theatre in the Woods   |
| 16. | Az álom              | A Dream                  |
| 17. | Természetbarátok     | Ecological Friends       |
| 18. | A híres énekes       | A Famous Singer          |
| 19. | Az erdő óriása       | A Wooden Competition     |
| 20. | Tapsi, a nyomozó     | A Wood Detective         |
| 21. | A cukrászsapka       | A Glutton's Day          |
| 22. | A rossz nap          | A Bad Day                |
| 23. | A törzsfőnök         | Chief Election           |
| 24. | Az énekverseny       | A Singing Competition    |
| 25. | Gombaszüret          | Mushroom Picking         |
| 26. | Húsvéti tojáskeresés | Easter Egg Contest       |

## Magyar változat
A szinkront az MTVA megbízásából a Protone Stúdió készítette.
Magyar szöveg: Friedrich Kati
Szerkesztő: Vincze Szabina
Hangmérnök: Gönczi György
Vágó:
Gyártásvezető:
Szinkronrendező: Gömöri V. István
Felolvasó:
Magyar hangok
- Csuha Bori
- Dömök Edina
- Élő Balázs
- Farkasinszky Edit
- Fellegi Lénárd
- Gubányi György István
- Harcsik Róbert
- Mezei Kitty
- Seder Gábor
- Vári Attila